# باتريشيا ماركس
باتريشيا ماركس (بالإنجليزية: Patricia Marx)‏ (1975)؛ كاتِبة وروائية أمريكية.